# Chiesa di San Nicolò (Carpi)
La chiesa di San Nicolò è un edificio religioso di Carpi, bell'esempio di architettura cinquecentesca.
Attualmente la chiesa è sede di una parrocchia e l'attiguo convento è in parte destinato a scuola e in parte è stato abitato dalla comunità dei frati minori fino al 15 settembre 2019, momento in cui dopo diversi secoli il convento francescano è stato chiuso. In essa hanno trovato sepoltura numerosi frati; ancora oggi è visibile la lapide del sepolcro di uno di essi: il venerabile fra Domenico Ascari, vissuto nel XV secolo.

## Storia e descrizione

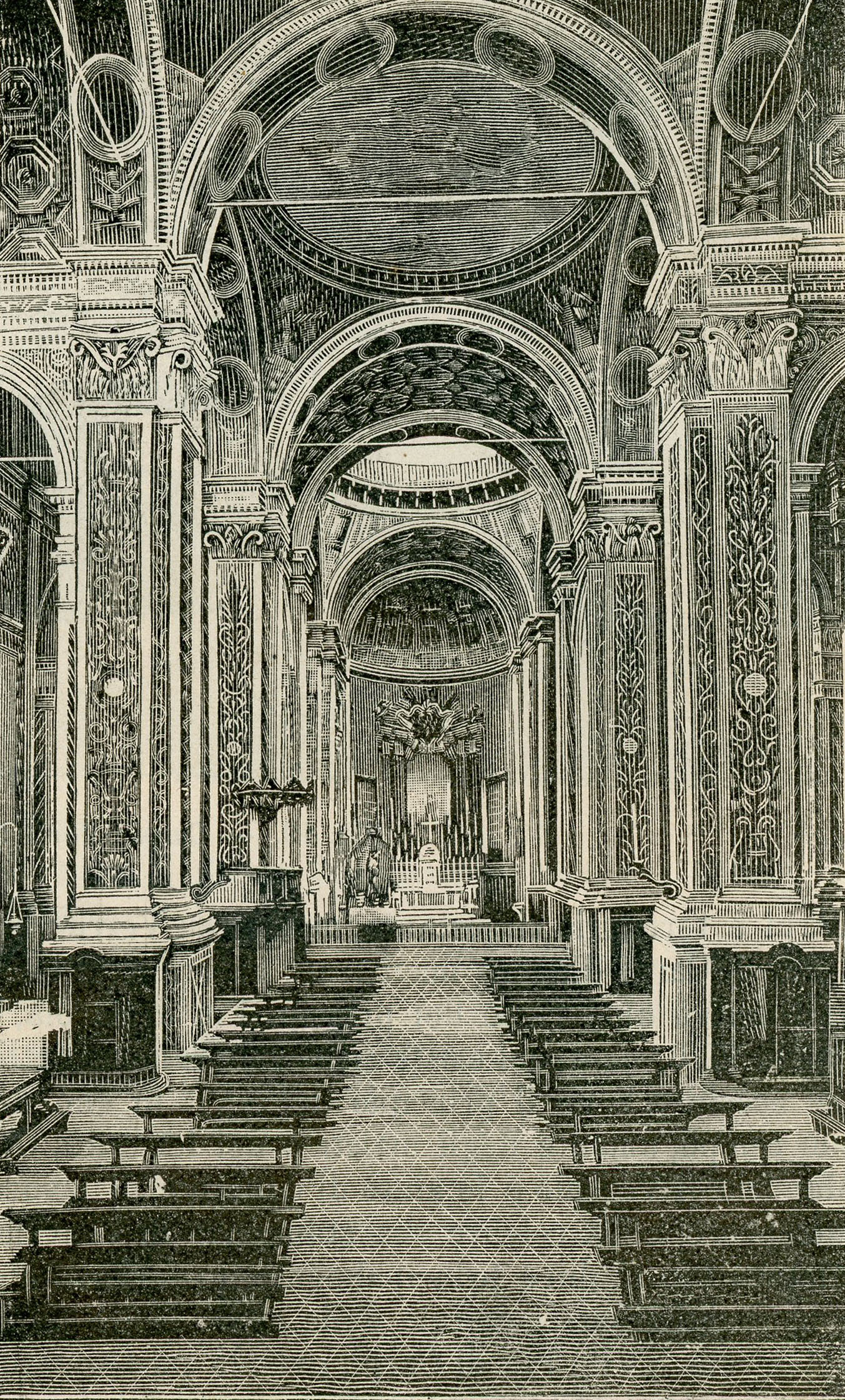
L'interno in una xilografia pubblicata nel 1902

La presenza francescana a Carpi è testimoniata già dal XIII secolo presso la parte meridionale e orientale della cittadella murata.
Nel 1451 su istanza di Alberto II Pio, principe di Carpi e del fratello Galasso, ha luogo la costruzione di un nuovo grande tempio monumentale dedicato a san Nicolò (san Nicola). Abbattuta dunque la precedente piccola chiesa si fece spazio ad una chiesa di carattere rinascimentale il cui progetto e i lavori furono seguiti da Baldassarre Peruzzi e conclusi nel 1516, quasi in contemporanea con l'inizio della costruzione della cattedrale.
L'interno è costituito da tre navate, il presbiterio è rialzato e la pianta è del tutto simile a quella della chiesa di Santa Giustina a Padova. All'esterno la possente facciata in cotto e la cupola sono a caratterizzare l'edificio.
All'interno è possibile ammirare belle opere in scagliola di artisti locali, oltre che quadri di Bernardino Loschi raffiguranti l'Annunciazione e San Rocco, e di Luigi De La Forest, come la tela dei Santi Pasquale Baylon e Giovanni della Marca (1719) a lato dell'ingresso principale, San Francesco (1725) per l'altare maggiore, e Sant'Onofrio e altri santi.